# Яна Дерріс
Яна Дерріс (нім. Jana Dörries, 24 вересня 1975) — німецька плавчиня.
Бронзова медалістка Олімпійських Ігор 1992 року в естафеті 4x100 метрів комплексом.